# Centre de dia i de nit
Un centre de dia i nit és un lloc on es realitza el servei que està entre l'atenció a domicili i l'atenció a la residència per a les persones dependents. És un servei integral i especialitzat. Impliquen un descans per al cuidador de les persones en situació de dependència funcional.
Les característiques d'aquest servei són:
- La intervenció és duta a terme per professionals.
- Dona suport a la família del dependent.
- L'atenció es dona en règim ambulatori.
- L'atenció és individualitzada i integral.

Els objectius d'aquests centres impliquen ajornar l'ingrés als centres residencials per al dependent, millora el seu estat de salut i prevé malalties o que empitjore, li dona temps lliure, orientació i assessorament al cuidador.
Les modalitats del servei són l'assistència contínua (el dependent va diàriament i està tot el temps de l'horari) i l'assistència parcial.
Els serveis oferits són:
- Bàsics: transport, manutenció i ajuda per a les activitats de la vida diàries.
- Terapèutics: atenció social, psicològica, teràpia ocupacional i cures de la salut.
- Complementaris: perruqueria, podologia, i altres.

Els programes d'intervenció fets a aquests centres són: sanitaris, d'intervenció amb famílies, intervenció ambiental, de col·laboradors i de formació contínua de cuidadors professionals.
Hi intervenen: auxiliars d'infermeria, infermers, metges, psicòlegs, fisioterapeutes, terapeutes ocupacionals i treballadors socials. Dins d'aquest tipus de centre de dia i de nit hi ha els Centres Ocupacionals i els Centres Especials de Treball.

## Tipus de centres
La Llei de Dependència espanyola assenyala els tipus de centres:
- Centre de Dia per a menors de 65 anys: dedicat a l'atenció de discapacitats amb impossibilitat d'integrar-se al lloc de feina normalitzat.[3]
- Centre de Dia per a majors: Dins d'aquest tipus de centres de dia i de nit hi ha els Centres Socials de Majors, malgrat que l'ús d'aquests per part dels dependents és limitat.[4]
- Centre de dia d'atenció especialitzada: Inclou els Centres Psiquiàtrics i els Centres Estatals de Referència.
- Centres de Nit: A Espanya, el Reial Decret 727/2007, de 8 de juny, limita l'accés a dependents de graus II i III.[5]